# Audefroi le Bastart
Audefroi le Bastart, francese moderno Bâtard (fl. inizio XIII secolo), è stato un troviero francese originario dell'Artois.
Nulla sappiamo della sua vita, tranne il fatto che egli è certamente figlio illegittimo di un nobile o di una famiglia dell'alta borghesia; la sua famiglia non va comunque identificata con la nobile famiglia di Arras o con la famiglia borghese di Louchart, anch'essa di Arras; Audefroi stesso non deve essere identificato con Gautier d'Arras. Il Signore di Nesles, a cui alcune delle sue canzoni sono indirizzate, è probabilmente il Castellano di Bruges che si unisce alla quarta crociata.
Audefroi è autore di dieci chansons d'amour e cinque chansons de toile: "Argentine", "Belle Idoine", "Belle Isabeau", "Belle Emmelos" e "Biatrix". In quanto al soggetto, queste cinque si rifanno alle chansons più arcaiche, ma la scorrevolezza del verso e la bellezza del dettaglio prontamente compensano la spontaneità della forma più breve.